# Герцог Коїмбрський
Ге́рцог Кої́мбрський (порт. Duque de Coimbra) — шляхетний особистий титул у Португальському королівстві. Один з найстаріших у країні. Заснований 1415 року португальським королем Жуаном I для свого другого сина, інфанта Педру, після здобуття Сеути. Назва титулу походить від португальського міста Коїмбра. Після загибелі Педру в битві при Алфарробейрі (1449), герцогський титул не перейшов його синам. 1509 року новий король Мануел I надав його інфанту Жорже, позашлюбному синові короля Жуана II. Востаннє, 1875 року, з ласки короля Луїша I, коїмбрським герцогом став інфант Аугушту Браганський, син королеви Марії II.

## Герцоги
- 1415—1449: Педру Коїмбрський, інфант, син короля Жуана I.
- 1495—1550: Жорже де Ленкаштре, інфант, бастард короля Жуана ІІ

## Герцогині
за правом шлюбу
- 1415—1449: Ізабела Урхельська, дружина Педру Коїмбрського.

## Галерея

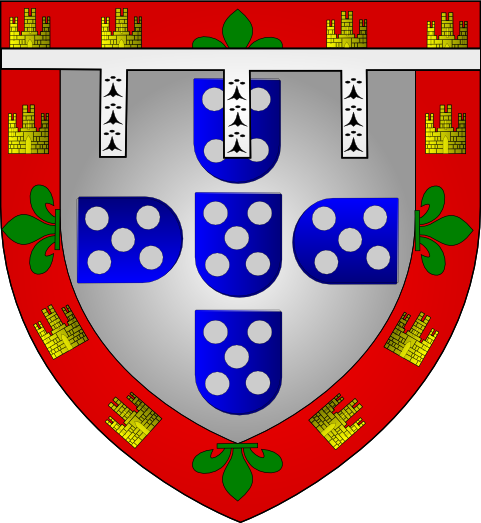
Герб Педру
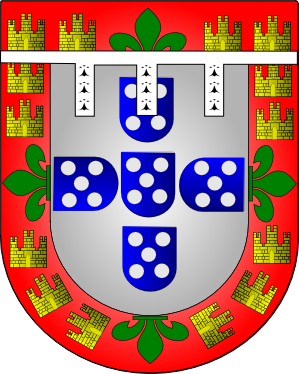
Герб Педру
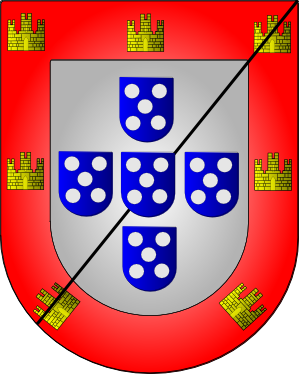
Герб Жорже
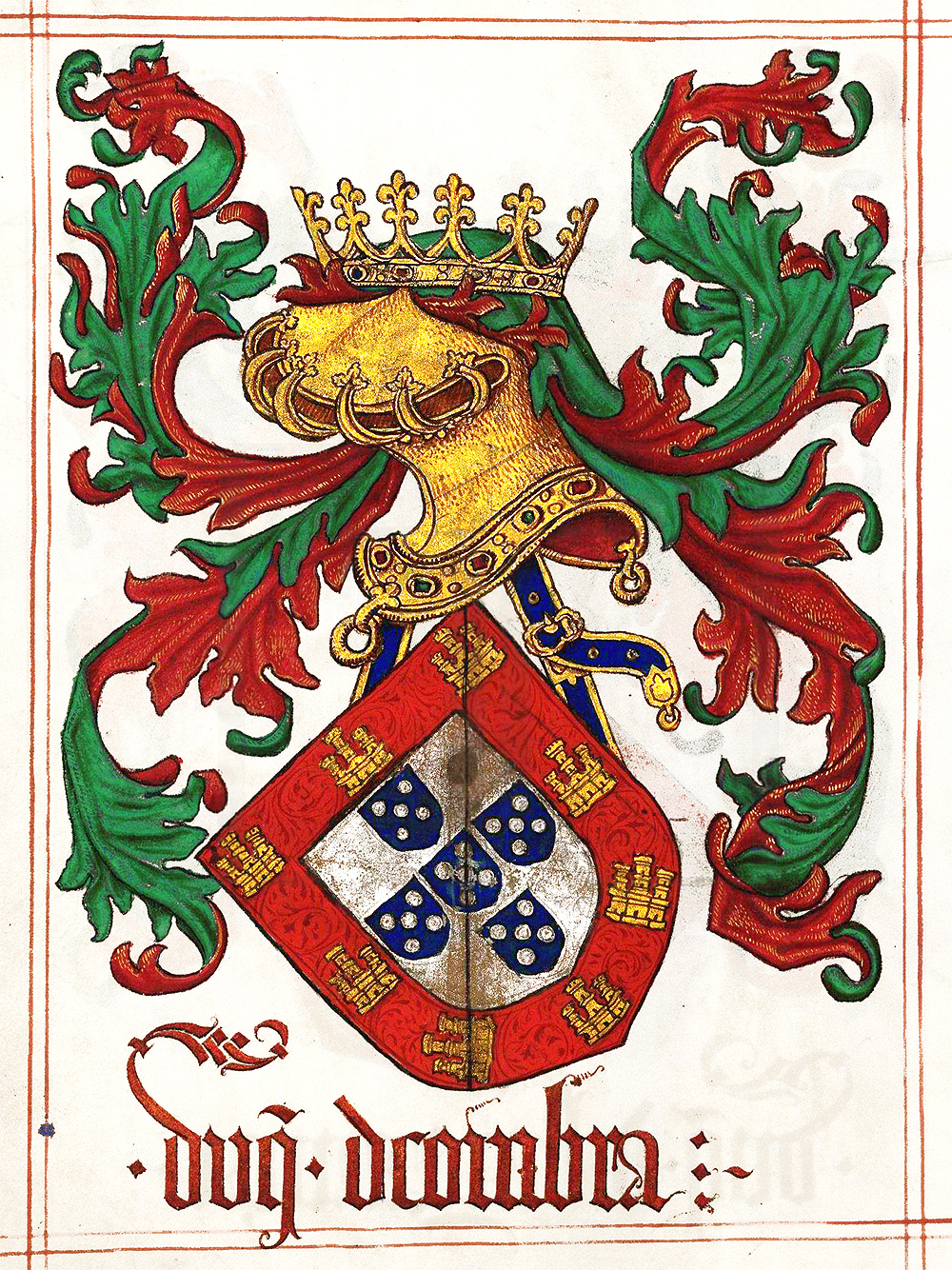
Герб Жорже Livro do Armeiro-Mor, 1509